# Alexandrina
Alexandrina este un prenume feminin românesc care se poate referi la:
- Alexandrina Alessandrescu
- Alexandrina Barbosa
- Alexandrina Cernov
- Alexandrina Găinușe
- Alexandrina Halic
- Alexandrina Hristov
- Alexandrina Țurcan
- Elena Alexandrina Bednarik